# Francisco Dias Alves
Francisco Dias Alves (Baturité, 20 de janeiro de 1936 — Guarulhos, 24 de fevereiro de 2022) foi um político brasileiro. Exerceu o mandato de deputado federal constituinte em 1988.

## Biografia
Filho de José Dias Alves e Amélia Duarte Alves, Francisco estudou no Seminário Presbiteriano Conservador de São Paulo em 1962, onde cursou teologia e acabou por se tornar ministro evangélico. Seis anos, começou a exercer a função de professor, em um colégio público.
A entrada de Francisco Dias Alves na política deu-se em 1976, quando lançou sua candidatura a vereador de Guarulhos pelo MDB (Movimento Democrático Brasileiro). O cearense foi eleito e, no ano seguinte, assumiu o cargo. A estadia na função, entretanto, durou pouco tempo: já em 1978, candidatou-se a deputado estadual e foi eleito.
Em 1982, ainda pelo MDB (que com o encerramento do bipartidarismo resultante da ditadura e a reforma partidária, passou a ser conhecido como PMDB), concorreu a uma lugar na Câmara dos Deputados e foi novamente eleito, virando deputado federal.
Quatro anos depois, tentou novamente a vaga de deputado federal, dessa vez não obtendo sucesso e conseguindo somente a posição de quinto suplente. Acabou por assumir o cargo em agosto de 1988, já que Roberto Cardoso Alves tomou posse do Ministério da Indústria e Comércio no governo de José Sarney, o primeiro após a Ditadura militar no Brasil.
Mesmo tendo participado da elaboração da Constituição brasileira de 1988, Francisco Dias Alves ficou pouco tempo no cargo: em novembro do mesmo ano, foi eleito vice-prefeito de Guarulhos, optando por exercer a função e sendo empossado em janeiro de 1989.
Ao encerramento de seu mandato municipal, Francisco Dias Alves virou secretário de Educação de Guarulhos, cargo que exerceu até 1995. Em tal ano, mudou de pasta e assumiu a Secretaria de Cultura da cidade paulista.
Em 1996, o político mais uma vez alterou de função e passou a ser o secretário de Governo de Guarulhos. A partir do final do mandato, no ano seguinte, foi eleito presidente do diretório do PMDB em Guarulhos, ficando no cargo até 1998.

## Morte
Morreu em 24 de fevereiro de 2022, aos 86 anos.